# Aílton dos Santos Silva
Aílton dos Santos Silva (* 31. Oktober 1966 in São Paulo), auch einfach nur Aílton Silva, ist ein brasilianischer Fußballtrainer.

## Karriere
Aílton Silva unterschrieb seinen ersten Trainervertrag am 1. Februar 2011 beim SE River Plate im brasilianischen Carmópolis. Hier stand er bis Jahresende unter Vertrag. Von Januar 2012 bis Anfang Februar 2013 stand der als Trainer beim AD São Caetano in São Caetano do Sul unter Vertrag. Über die brasilianischen Stationen Mogi Mirim EC, Associação Ferroviária de Esportes, Associação Portuguesa de Desportos, CA Juventus, AO Itabaiana, Campinense Clube, AD Confiança und SD Juazeirense wechselte er im Februar 2019 nach Asien. Hier unterschrieb er in Thailand einen Vertrag beim Erstligisten Chiangrai United. Mit dem Verein aus Chiangrai gewann er am Ende der Saison die thailändische Meisterschaft. Nach der Meisterschaft verließ er den Verein. Am 28. Oktober 2021 unterschrieb er in Chiangmai einen Verein beim thailändischen Erstligaaufsteiger Chiangmai United FC. Hier löste er den thailändischen Trainer Surapong Kongthep ab.

## Erfolge
River Plate
- Staatsmeisterschaft von Sergipe: 2011

Chiangrai United
- Thailändischer Meister: 2019